# Universidad de Nebraska Omaha
La Universidad de Nebraska Omaha (de manera abreviada Omaha o UNO) es una universidad pública con sede en Omaha, Nebraska. Fundada en 1908, fue primero el Seminario Teológico Presbiteriano de Omaha, de carácter privado. Más tarde fue conocida como Universidad de Omaha. Desde el año 2000, la universidad ha triplicado su oferta académica y ha inaugurado en 2017 su campus sur. También ha construido recientemente modernas instalaciones para estudios de ingeniería, tecnología de la información, negocios y biomecánica. En la actualidad, ofrece más de 200 programas de estudio a través de 6 facultades o escuelas y cuenta con más de 60 centros de investigación repartidos por tres campus.

## Historia
La Universidad de Omaha fue fundada inicialmente en 1908, en el barrio de Kountze Place, al norte de Omaha. Las primeras clases se ubicaron en la Mansión Redick, entre las calles North 24th y Pratt, desde 1909 hasta 1917. Como la universidad se estableció a pocas manzanas al norte del Seminario Teológico Presbiteriano, la mayoría de sus primeros profesores fueron contratados entre los maestros de seminario, así como por la facultad de lo que entonces se conocía como Bellevue College. Hubo 26 alumnos en el primer año, la mayoría de los cuales se había graduado de la Escuela Secundaria de Omaha Central. Tres de los primeros cuatro rectores de la universidad habían sido ordenados ministros presbiterianos. Otros dos edificios en el campus original eran el Jacobs Hall, un gimnasio erigido en 1910, y el Joslyn Hall, un edificio de aulas erigido en 1917.
Jacobs Hall era un gimnasio frente al Norte de la Calle 24, construido gracias a los 14.000 dólares obtenidos con la venta de un terreno donado por Lillian Maul. La tierra, la primera donación a la universidad, estaba cerca del actual campus de West Dodge. Fue el primer nuevo edificio construido en el campus de la universidad. Por su parte, Joslyn Hall fue construido con fondos donados por un conocido residente, George A. Joslyn. Con su donación de 25.000 dólares para el edificio, estipuló que la escuela igualara la cantidad con otros 25,000 dólares en un año. El edificio estaba ubicado justo al norte de Redick Hall y se terminó en enero de 1917. Joslyn Hall tenía tres pisos y un sótano, con un total de treinta aulas que albergaban a 750 estudiantes. El edificio incluía laboratorios de química y física, un auditorio y un departamento de música. Redick Hall se vendió y se trasladó en febrero de 1917 a Minnesota, donde se adaptó para su uso en un centro turístico.
A principios de la década de 1920 se programó una propuesta de "campus magnífico", para extenderlo entre la Avenida 21 y la 25, en un espacio delimitado por el Parque Kountze y el Parque Carter Lake. En 1927, algunos empresarios formaron la Asociación de Actividades del Norte de Omaha, para convertir el campo de juego de la Escuela Saratoga en un campo de fútbol para el equipo de fútbol de la universidad.  Construidas las nuevas gradas para dar cabida a una multitud de mil personas, el Campo de Saratoga acogió partidos de fútbol hasta 1951. La escuela también sirvió como unidad organizativa de ciencias de la OU de 1917 a 1926.

### La conversión en universidad pública
La universidad se convirtió en una institución pública municipal en 1930 y se trasladó en 1938 del campus de North Omaha a su ubicación principal actual, en torno a la Calle 60 y la Calle Dodge. Los antiguos edificios del campus fueron reconstruidos por un tiempo como apartamentos y oficinas. En junio de 1964, las salas Jacobs y Joslyn fueron los dos últimos edificios originales de la OU en las calles 24th y Pratt en ser demolidos. Fueron derribados a principios de la década de 1960 para dar paso a un edificio de apartamentos de 12 pisos de la Autoridad de Vivienda de Omaha para ancianos, lo cual se completó en 1965.
El Dr. Milo Fianza se convirtió en presidente de Omaha Universidad en 1948, cargo que desempeñó hasta el año 1965. Durante ese tiempo, la fundación del magnate hotelero de Omaha, Eugene C. Eppley, dio más de 1.2 millones de dólares a la universidad. Después de la muerte de Eppley, la Fundación Eppley donó otros 50.000 dólares para atraer a profesores distinguidos. El Eugene edificio administrativo C. Eppley, diseñado por John Latenser, Sr., en la universidad fue bautizado en su honor, en reconocimiento a sus donaciones. [20] [21] En 1952 se fundó la organización estudiantil nacional Silver Wings de la Universidad de Omaha.
En 1976, la Biblioteca Dr. C. C. y Mabel L. Criss sustituyó a la Biblioteca Eppley.
La universidad se integró en la Sistema universitario de Nebraska en 1968.

## Logros académicos
La UNO está clasificada entre "R2: universidades de doctorado: alta actividad de investigación". La UNO alberga el Instituto Peter Kiewit, una instalación de ingeniería y ciencias informáticas valorada en 70 millones de dólares. El PKI alberga la Facultad de Ciencias y Tecnología de la Información de la UNO, la Facultad de Ingeniería y Tecnología de la UNL y el Centro de Cómputo de Holanda, en donde se encuentra la supercomputadora Firefly. La facultad de Ciencias de la Información y la Tecnología ofrece programas de pregrado/posgrado en Ciencias de la computación, Sistemas de Información de Gestión de la Bioinformática (título de postgrado que se ofrecen en colaboración con UNMC de la Patología del programa de postgrado), Aseguramiento de la Información, Tecnologías de la Información y la Innovación. En 2002, se convirtió en la primera universidad de Nebraska en ofrecer un grado de informática con acreditación ABET y la única universidad del estado con un INSTIGAR a los sistemas de información del programa.
La Escuela de Administración Pública de la Universidad ofrece una Maestría en Administración Pública grado.
La Facultad de Asuntos Públicos y Servicio Comunitario de la ONU (CPACS) comprende 8 unidades y varias subunidades. Los programas son interdisciplinarios y trabajan con innumerables organizaciones locales, nacionales e internacionales para marcar la diferencia en las comunidades de Nebraska y de todo el mundo. Como la universidad mejor clasificada del estado, tiene ocho programas clasificados entre los 25 mejores de la nación por el U.S. News & World Report para 2023. Estos incluyen el n.º 23 (empate) Mejor programa de asuntos públicos, el n.º 7 (empate) Gestión del gobierno local, #11 Gestión sin fines de lucro, #5 Finanzas públicas y #19 Gestión pública. Dentro de los muchos programas ofrecidos por CPACS, las clasificaciones siguen siendo altas para el popular programa de posgrado de la Escuela de Criminología y Justicia Criminal de la universidad, clasificado en el puesto 13 a nivel nacional (el U.S. News & World Report mantuvo las clasificaciones iguales para todos los programas de criminología este año). Los estudiantes de la Maestría en Administración de Empresas de la Facultad de Administración de Empresas se ubicaron en el 5% superior a nivel nacional, mientras que los estudiantes de pregrado se clasificaron en el 15% superior en un examen estandarizado de 2007 sobre temas comerciales realizado por el Servicio de Pruebas Educativas. La Facultad de Negocios ha obtenido continuamente la acreditación de la Asociación para el Avance de las Escuelas Universitarias de Negocios (AACSB) desde 1965. En 2013, el Departamento de Contabilidad recibió una acreditación AACSB separada para sus programas de pregrado y posgrado. En 2014, la universidad abrió el Laboratorio de Comercio y Comportamiento Aplicado Jack & Stephanie Koraleski (CAB LAB). El laboratorio es utilizado por investigadores en el colegio y en toda la universidad para realizar una variedad de investigaciones para empresas y entidades gubernamentales en todo el país.
La Facultad de Asuntos Públicos y Servicio Comunitario de la UNO cuenta con el Programa de Becas Goodrich, un prestigioso programa que ofrece becas de matrícula completa, servicios de asesoramiento y un plan de estudios riguroso para los residentes de Nebraska de alto rendimiento.
La Universidad mantiene una revista de cine en línea de gran prestigio llamada Journal of Religion and Film (Diario de la Religión y de la Película). 

## Un moderno campus
La Universidad de Nebraska en Omaha está ubicada en el centro de Omaha, con un campus separado en tres por Elmwood Park y Aksarben Village (el campus al norte de Elmwood se conoce como 'Dodge Campus', el campus al sur de Elmwood pero al norte de Aksarben Village se llama 'Scott Campus', y el campus más al sur, donde están el Baxter Arena y al sur el Aksarben Village, se llama 'Center Campus'). La UNO también opera la Biblioteca Kaneko-UNO, en las calles 12 y Jones, en el centro de Omaha.

### Dodge Campus
Dodge Campus es el más grande y el principal campus de la Universidad de Nebraska en Omaha. Los siguientes colegios y sus instalaciones asociadas se encuentra en el Dodge Campus:

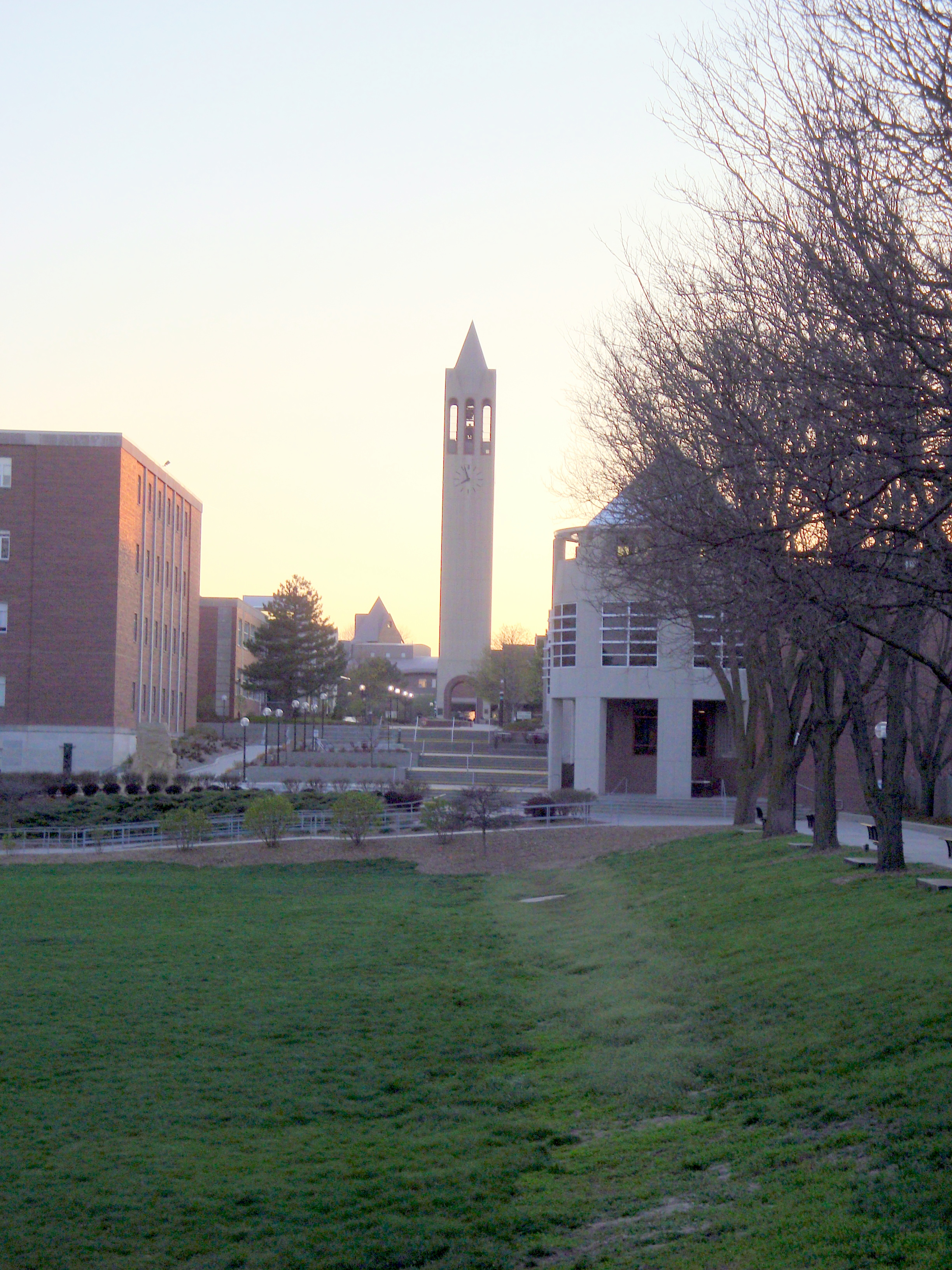
La universidad de Nebraska en Omaha campus Norte

| - College of Arts and Sciences - College of Communication, Fine Arts, and Media - College of Education - College of Public Affairs and Community Service - Graduate Studies - International Studies - Service-Learning Academy |

Además, en el Dodge Campus están también la Biblioteca Dr. C. C. y Mabel L. Criss, el Centro de Artes Escénicas Strauss, la Galería de Arte de la UNO y la Caja Negra Teatro.
Los complejos de viviendas para estudiantes de University Village y Maverick Village, cada uno de ellos compuesto por varios edificios, se extienden por el borde occidental del campus de Dodge, y hay viviendas adicionales en el campus de Scott.
El edificio H&K (Salud y Kinesiología) alberga el Departamento de Entrenamiento Atlético, así como áreas de acondicionamiento físico para estudiantes. Adjunto se encuentra el Sapp Field House y el Al F. Caniglia Field donde se practica el atletismo. El Pep Bowl está ubicado cerca de Caniglia Field.

### Scott Campus
Scott Campus (anteriormente Pacific Campus) alberga las instalaciones principales de la Facultad de Administración de Empresas y la Facultad de Ciencias y Tecnología de la Información, que incluye el Instituto Peter Kiewit, la Escuela de Ingeniería Arquitectónica Charles W. Durham y la supercomputadora Firefly. La Facultad de Ciencias y Tecnología de la Información alberga el único Centro para la Excelencia Académica en Operaciones Cibernéticas (CAE-CO) designado por la Agencia de Seguridad Nacional (NSA) en el estado de Nebraska. Además, la Facultad de Ciencias y Tecnología de la Información ha sido designada como el Centro de Excelencia Académica en Defensa Cibernética (CAE-CD) de la NSA desde 2002 y ha sido renovada dos veces desde entonces.
La incubadora del Scott Technology Center, que tiene como objetivo ayudar a las empresas de nueva creación, también se encuentra en el campus de Scott. El Scott Data Center y el Scott Conference Center son otras características de Scott Campus. El campus cambió de nombre en el otoño de 2016 en honor a Walter Scott Jr.

### Baxter Arena
El 3 de junio de 2015, se anunció que el nuevo estadio se llamaría Baxter Arena. El estadio abrió en octubre de 2015. Tiene 7500 localidades e incluye campos de hockey masculino, de baloncesto masculino y femenino, de voleibol femenino y numerosos eventos comunitarios. Cuenta con una arena principal y una pista de hielo permanente.

## Medios de comunicación
KVNO 90.7 FM se produce y transmite desde el Campus Norte de la UNO. El formato de la estación es principalmente música clásica, aunque aproximadamente el 10% de su tiempo de transmisión se dedica a eventos deportivos y del campus. MavRadio (HD FM 90.7-2) es una estación universitaria/indie producida por estudiantes, también producida y transmitida desde el Campus Norte de UNO. The Gateway es el periódico estudiantil de la escuela, que se publica quincenalmente durante los semestres académicos de primavera y otoño.

## Gente notable
- Charles J. Adams, brigadier general de la Fuerza Aérea de los Estados Unidos Brigadier General.
- Karrin Allyson, vocalista de jazz ganador de un Premio Grammy.
- Shaq Barrett, jugador del equipo de los Bucaneros de Tampa Bay.
- Joshua Becker, filántropo y escritor especializado en formas de vida sencilla.
- Erin Belieu, poeta.
- José Berg Esenwein (1867-1946), editor, profesor y escritor.
- Jason Brilz, profesional retirado de las artes marciales mixtas, que compitió en el Ultimate Fighting Championship.
- Marlin Briscoe, jugador de fútbol americano y primer afroamericano en comenzar como mariscal de campo en la era moderna de la NFL, miembro del Salón de la Fama del Fútbol Americano Universitario en 2016.
- Tyler Cloyd, lanzador de los Indios de Cleveland.
- Abbie Cornett, político.
- Russell C. Davis, teniente general de la Fuerza Aérea de los Estados Unidos.
- Merlyn Hans Dethlefsen, condecorado con la Medalla de Honor de los Estados Unidos.[21]
- Roger Donlon, condecorado con la Medalla de Honor de los Estados Unidos.
- Harold Dow, corresponsal y reportero de investigación de la cadena CBS News.
- Jake Ellenberger, luchador y profesional de las artes marciales mixtas, peso Wélter en la Ultimate Fighting Championship[22]
- Dan Ellis, jugador de hockey sobre hielo que juega en la actualidad con los Chicago Blackhawks.
- Dick Fletcher, meteorólogo de la televisión y ganador de un Premio Emmy .
- Peter Fonda, actor que asistió a Omaha Universidad, aunque no acabó sus estudios.
- James William Fous, galardonado con una Medalla de Honor de los Estados Unidos, que asistió a esta universidad pero que, al alistarse en el Ejército y morir en acción de guerra, no pudo completar su licenciatura en Negocios.[23]
- Laurie S. Fulton, abogado y exembajador de Estados Unidos en Dinamarca.
- Mike Gabinet, exjugador de hockey sobre hielo y entrenador en jefe en la Universidad de Nebraska en Omaha.
- Jake Guentzel, delantero de los Penguins de Pittsburgh.
- Chuck Hagel, ex Senador y Secretario de Defensa de EE. UU.
- Paul Henderson, reportero de Thee Seattle Times, ganador del Premio Pulitzer de periodismo de Investigación, en 1982.[24]
- John L. Holland, el psicólogo que desarrolló el llamado Código de Holland.
- David C. Jones, general de la Fuerza Aérea de los Estados Unidos.
- James H. Kasler, as de la aviación durante la guerra de Corea y única persona galardonada tres veces con Cruz de la Fuerza Aérea de los Estados Unidos.[25]
- Ree Kaneko, artista.
- Jeff Koterba, dibujante y caricaturista del Omaha World Herald.
- James J. Lindsay, general del Ejército de los Estados Unidos.
- Zach Miller, exjugaador de fútbol americano.
- Jeremy Nordquist, Senador Estatal De Nebraska.
- Conor Oberst guitarrista y cantautor de la banda Bright Eyes (asistió a esta universidad, pero no completó su grado).
- John L. Piotrowski, general de la Fuerza Aérea de los Estados Unidos, Vicejefe del Estado Mayor de la USAF.
- Scott Parse, antiguo jugador de hockey sobre hielo.
- Penny Sackett, Astrónomo, Científico en Jefe de Australia.
- Dorothy Hayes Sater, periodista y previamente reportero de la televisión.
- Carol Schrader, presentadora de noticias.
- Andrej Šustr, defensa del equipo Tampa Bay Lightning.
- Gerald Theunissen, banquero en Jennings (Luisiana), miembro entre y 1992 y 2008 de la Legislatura del Estado de Luisiana.
- Leo Thorsness, galardonado con la Medalla de Honor de los Estados Unidos.[26]
- Jack L. Treadwell, galardonado con la Medalla de Honor de los Estados Unidos.[27]
- Vicki Trickett, actriz.
- Leslie J. Westberg, brigadier general de la Fuerza Aérea de los Estados Unidos.
- Colleen Williams, reportero de televisión.
- Johnnie E. Wilson, general del Ejército De Los Estados Unidos.
- James R. Young, presidente de la Unión Pacific Railroad.
- Greg Zanon, defensa situado en el puesto 156 en el Draft de entrada de la NHL de 2000.
- Greg Zuerlein, trampolín para Los Angeles Rams
- Steven K. Bonnell II, youtuber[28] y comentarista socialdemócrata de política estadounidense.

### Profesorado
- Chris W. Allen, profesor de periodismo y comunicación.
- W. Meredith Tocino, politólogo.
- Jeremy Castro Baguyos, musicólogo.
- Harry Duncan, impresora, autor, editor.
- Sheri Everts, educadora, administradora de educación superior.
- Wanda Ewing, artista.
- Bruce E. Johansen, periodista, autor.
- Anna Monardo, novelista.
- Carey Ryan, psicólogo.
- Cassia Spohn, criminólogo.
- Nicholas Stergiou, biomecánico greco-estadounidense, ffundador del Departamento de Biomecánica de la Universidad de Nebraska en Omaha.
- Z. Randall Stroope, compositor, director de orquesta.
- Shaista Wahab, bibliotecario, autor.
- María E. Williamson, AVISPA, relaciones públicas, profesor de comunicaciones.
- Abdul Salam Azimi, expresidente del tribunal supremo de Afganistán.
- Jave Yoshimoto, artista.